# Fuego de noche, nieve de día
«Fuego de Noche, Nieve de Día» (рус. Огонь ночью, снег днем) — четвёртый сингл с альбома Рики Мартина A Medio Vivir. Он был выпущен 11 марта 1996 г. Роль безумной девушки — возлюбленной героя — в клипе исполнила актриса Кейт дель Кастильо.
Клип был снят Густаво Гарзоном в феврале 1996 г. в Мексике. Он был включен в DVD «La Historia» в 2001 г. и DVD «17» в 2008 г.
Песня достигла двенадцатой строки в Latin Pop Songs в США.

## Форматы и трек-листы
US promotional CD single
1. «Fuego de Noche, Nieve de Día» — 5:38

## Чарты
| Чарт (1996)                  | Наивысшая позиция |
| ---------------------------- | ----------------- |
| US Billboard Latin Pop Songs | 12                |